# Grąblewo (przystanek kolejowy na linii 357)
Grąblewo – przystanek osobowy w Grąblewie, w gminie Grodzisk Wielkopolski, w powiecie grodziskim, w województwie wielkopolskim, w Polsce. Został otwarty 14 grudnia 2014 roku jako dodatkowy przystanek pomiędzy Grodziskiem Wielkopolskim a Ptaszkowem.
Przystanek kolejowy o nazwie Grąblewo funkcjonował także na dawnej linii kolejowej nr 376.

## Ruch pasażerski
| Rok  | Wymiana pasażerska na dobę |
| ---- | -------------------------- |
| 2017 | 20-49                      |
| 2022 | 50-99                      |